# 왕청쉬엔
왕청쉬엔(중국어: 王承渲, 병음: Wáng Chéngxuàn, 한자음: 왕승선, 영어: Sharon Wang, 2000년 11월 9일 ~ )은 중국에서 활동하는 타이완의 가수이자 무용가, 연습생이다. 소속사는 TPG문창이다. 팬덤명은 「날개」(翅膀)이며, 상징색은 「꼬마 악마 퍼플」이다.  

## 내력
2017년 8월, 제1회 「타오칭 캠퍼스 스타」 (桃青校园之星) 선발전에 참가하여, 60강 진입에 성공하였다. 그리고 최종 '제1위'를 획득하여, 대한민국 연예 기획사 SM 엔터테인먼트의 호감을 얻게 되었다.
2020년 3월 12일, 동영상 사이트 플랫폼 아이치이에서 주최한 걸 그룹 결성 프로젝트 서바이벌 프로그램 《청춘유니 시즌 2》에 참가하였다. 5월 30일, 최종 순위 발표식에서 '제12위'를 획득하여, 데뷔 그룹에 진입하지 못하였다.

## 음악 작품

### 뮤직비디오
| 발매일         | 가수                  | 곡 명칭                                                                                      | 각주 |
| 2017년 5월 4일 | ICE BABY              | 《청춘은 올바른 것》 (青春好正)                                                              |      |
| 2017년 5월 4일 | 피하이Ryan (屁孩Ryan) | 《그녀가 구찌 할 때의 눈물은 프라다 프라다의 디올》 (她gucci的时候眼泪总是prada prada的dior) |      |

## 영상 작품

### 드라마
| 방영일 | 방송사   | 제목                        | 배역 | 각주      |
| 미정   | 아이치이 | 《연애생물종》 (恋爱生物钟) |      | 메인 주연 |

| 일시                      | 방송사   | 제목                                | 각주   |
| 2020년 3월 12일－5월 30일 | 아이치이 | 《청춘유니 시즌 2》                 | 참가자 |
| 2020년 11월 13일－        | 요우쿠   | 《탐색청년비조기》 (探索青年飞鸟记) |        |